# Justin Albert Driscoll
Justin Albert Driscoll (30 de septiembre de 1920 - 19 de noviembre de 1984) fue un clérigo estadounidense de la Iglesia católica. Se desempeñó como presidente la universidad Loras College (1967-1970) y como el quinto Obispo de Fargo (1970-1984).

## Biografía
Nació en Bernard, una ciudad de Iowa. Estudió en la universidad de Loras College en Dubuque, donde obtuvo el licenciado en artes en el año 1942. Completó sus estudios de educación de postgrado en la Universidad Católica de América de Washington D. C. Fue ordenado como sacerdote el 28 de julio de 1945. Luego se desempeñó como profesor de la universidad de Loras College hasta el año 1948, cuando se convirtió en secretario del arzobispo Henry Rohlman. En 1952 obtuvo su doctorado en filosofía en la Universidad Católica de Washington D. C..
Volviendo a Iowa, se desempeñó como secretario del arzobispo Leo Binz desde 1952 hasta 1953. También ocupó el cargo de superintendente de las escuelas católicas de la Arquidiócesis de Dubuque, desde 1953 hasta 1967.
Fue presidente del colegio universitario Loras College desde 1967 hasta 1970. Finalmente, fue forzado a expulsar a doce estudiantes; este incidente le hizo impopular con la facultad, y por eso ha renunciado como presidente de la Universidad.
El 8 de septiembre de 1970, Discroll ha sido nombrado como Obispo de Fargo por el papa Pablo VI. y ha recibido la consagración episcopal el 18 de octubre, por el arzobispo Luigi Raimondi, junto a los arzobispos Leo Binz y James Joseph Byrne como co-consagrantes. Falleció el 19 de noviembre de 1984.